# 리얼미디어
리얼미디어(RealMedia)는 리얼네트웍스사가 만든 멀티미디어 컨테이너 포맷이다. 이 파일 형식의 확장자는 .rm이다. 리얼비디오, 리얼오디오와 자주 연동하며, 인터넷 상의 스트리밍 콘텐츠로 잘 알려져 있다.
이 스트림은 일반적으로 CBR이다.
최근에 리얼네트웍스사는 VBR 스트림을 위한 새로운 컨테이너를 개발하였으며, 그 이름은 RMVB (RealMedia variable bitrate)이다.
리얼미디어는 리얼플레이어, 리얼 얼터너티브 코덱 팩 등의 도움으로 다른 아키텍처/플랫폼을 위한 수많은 멀티미디어 플레이어에서도 사용할 수 있게 되었다.

## 개요
리얼미디어 파일은 각기 다른 여러 타입에 속할 수 있는 일련의 덩어리(chunk)로 구성된다:
- .RMF: 리얼미디어 파일 헤더
- PROP: 파일 속성 헤더
- MDPR: 미디어 속성 헤더
- CONT: 콘텐츠 서술 헤더
- DATA: 데이터 헤더
- INDX: 색인 헤더

### 지원 오디오 포맷
- RealAudio 1.0 (VSELP), IpcJ
- RealAudio 2.0 (LD-CELP), 28_8
- AC3, dnet
- Sipro, sipr
- Cook, cook
- ATRAC3, atrc
- RealAudio Lossless Format, ralf
- LC-AAC, raac
- HE-AAC, racp

### 지원 비디오 포맷
- ClearVideo (helix spec에서)
- H.263, RV10
- H.263, RV13
- H.263+, RV20
- H.264 전신, RV30
- H.264 전신, RV40
- H.263+ (RV20), RVTR

## 같이 보기
- 리얼 플레이어
- 리얼비디오 코덱
- 리얼오디오 코덱